# Rhinolophus adami
Rhinolophus adami är en fladdermusart som beskrevs av Paul Aellen och André Brosset 1968. Rhinolophus adami ingår i släktet hästskonäsor, och familjen Rhinolophidae. IUCN kategoriserar arten globalt som otillräckligt studerad. Inga underarter finns listade i Catalogue of Life. Artepitet i det vetenskapliga namnet hedrar den franska zoologen François Adam som tillsammans med Paul Aellen undersökte afrikanska fladdermöss.
Arten är bara känd från 10 individer som hittades i Kongo-Brazzaville. De vilade i en grotta och landskapet omkring bildades av tropisk regnskog.